# Ryuta Miyauchi
Ryuta Miyauchi (宮内 龍汰 Miyauchi Ryuta?, nacido el 2 de marzo de 1994 en Chiba) es un futbolista japonés, que juega en la demarcación de centrocampista para el Tokyo United FC.

## Trayectoria

### Clubes
| Club             | País  | Año         |
| ---------------- | ----- | ----------- |
| Kashima Antlers  | Japón | 2012 - 2014 |
| J. League sub-22 | Japón | 2014        |
| Tokyo United FC  | Japón | 2017 -      |

## Estadística de carrera

### J. League
| Club             | Año   | J. League | J. League | Copa J. League | Copa J. League | Total | Total |
| Club             | Año   | Part.     | Goles     | Part.          | Goles          | Part. | Goles |
| ---------------- | ----- | --------- | --------- | -------------- | -------------- | ----- | ----- |
| Kashima Antlers  | 2012  | 0         | 0         | 0              | 0              | 0     | 0     |
| Kashima Antlers  | 2013  | 0         | 0         | 0              | 0              | 0     | 0     |
| Kashima Antlers  | 2014  | 0         | 0         | 0              | 0              | 0     | 0     |
| J. League sub-22 | 2014  | 10        | 0         | -              | -              | 10    | 0     |
| Total            | Total | 10        | 0         | 0              | 0              | 10    | 0     |

## Palmarés

### Títulos nacionales
| Título         | Club            | País  | Año  |
| -------------- | --------------- | ----- | ---- |
| Copa J. League | Kashima Antlers | Japón | 2012 |